# Heterolpium indicum
Heterolpium indicum är en spindeldjursart som beskrevs av Sivaraman 1980. Heterolpium indicum ingår i släktet Heterolpium och familjen Olpiidae. Inga underarter finns listade i Catalogue of Life.